# Феудо дела Паљија (Фођа)
Феудо дела Паљија (итал. Feudo della Paglia) је насеље у Италији у округу Фођа, региону Апулија.
Према процени из 2011. у насељу је живело 11 становника. Насеље се налази на надморској висини од 98 м.